# زوي (مغنية)
زوي (بالإنجليزية: Zoë)‏ هي مغنية وكاتبة غنائية بريطانية، ولدت في القرن العشرين في Peckham ‏ في المملكة المتحدة.

## وصلات خارجية
- زوي على موقع ميوزك برينز (الإنجليزية)
- زوي على موقع أول ميوزيك (الإنجليزية)
- زوي على موقع ديسكوغز (الإنجليزية)